# 偽能叛變
《偽能叛變》（英語：Surrogates）是一部美國科幻動作片，於2009年9月尾首映，改編自2005年至2006年的一套漫畫連載故事《The Surrogates》。電影由喬納森·莫斯托執導，演員包括布斯·韋利士、羅莎蒙·派克、蕾達·蜜雪兒、占士·康維爾、榮·雷美斯和布利斯·高祖。

## 故事
在2025年可見的未來世界，人類的生活逹至前所未有的進步階段。生活上，他們完全依賴人形機器人替身（surrogates）系統為自己辦事。大家只要安坐家中，遙距控制控制，行使這些外形美觀的人偶，就能輕易地完成各項高危任務。一切看似理所當然......直到負責開發智能替身系統的天才科學家慘被暗殺；多名無辜市民亦在使用替身系統時相繼死亡，政府開始正視事態嚴重性。FBI立刻派出皇牌探員基亞偵查案件。他越是追查，越發現事件埋藏着許多不可告人的真相，甚至連自己的替身人偶亦慘被摧毁，需再次「親身」出動，破解這一次滅絕人性的偽能叛變陰謀。

## 演員
- 布魯斯·威利 飾演 湯姆·葛瑞探員（Agent Tom Greer）
- 蕾達·蜜雪兒 飾演 珍妮佛·彼得斯探員（Agent Jennifer Peters）
- 羅莎蒙·派克 飾演 瑪姬·葛瑞（Maggie Greer）
- 文·雷姆斯 飾演 先知（The Prophet）
- 布利斯·高祖 飾演 安德魯·史東（Andrew Stone）
- 傑克·諾斯沃迪 飾演 麥爾斯·史崔克蘭（Miles Strickland）
- 占士·康維爾 飾演 萊納·坎特博士（Dr. Lionel Canter）
- 邁克·庫立茲 飾演 布蘭登上校（Colonel Brendan）
- James Francis Ginty（英语：James Francis Ginty） 飾演 Canter Surrogate
- 特萊沃·多諾萬 飾演 湯姆·葛瑞替身（Surrogate Tom Greer）
- 德溫·拉特雷（英语：Devin Ratray） 飾演 Bobby Saunders
- 海倫娜·馬特森 飾演 JJ
- Shane Dzicek 飾演 Jarod Canter

## 製作
2007年3月，迪士尼取得2005年至2006年漫畫系列《The Surrogates》電影長片拍攝版權，轉交給旗下試金石影片製作發行。電影拍攝企劃麥斯·漢特曼和伊莉莎白·班克斯夫妻檔聯手執行，他們招募製片人陶迪·萊柏曼（Todd Lieberman）推動向前。迪士尼旗下導演喬納森·莫斯托參與本片執導，劇本由麥可·費里斯和約翰·布蘭卡托改編。
同年11月，布魯斯·威利確定出演主角。電影拍攝擋期排定在2008年2月美國麻薩諸塞州的林恩開拍。而後電影延期至2008年4月29日當地沃本開拍。電影場景主要位於麻薩諸塞州的伍斯特、米爾福德、沃柏達利、湯頓、勞倫斯
和威蘭德等城市。

## 迴響

### 專業評價
爛番茄網站上對這部電影的新鮮度為39%，在120條專業評論中，47條專業評論贊同，73條專業評論反對，平均分為5.37/10 ，觀眾的評價則是38%，獲得普遍不佳的口碑。

### 票房
| 上一届： 《絕命終結站4》 | 2009年台北週末票房冠軍 9月27日 | 下一届： 《男女生了沒》 |

## 外部連結
- 官方網址 （页面存档备份，存于）
- 頭條網 （页面存档备份，存于）
- 互联网电影数据库（IMDb）上《Surrogates》的资料（英文）
- AllMovie上《Surrogates》的资料（英文）
- 爛番茄上《偽能叛變》的資料（英文）